# 정재관
정재관(鄭在寬, 1880년 ~ 1930년)은 대한민국의 항일독립운동가이다. 황해도 황주 출생이다.

## 생애
황해도 황주(黃州, 또는 평양)에서 태어났다.

### 미주 활동
1902년 안창호(安昌浩)와 함께 미국으로 건너가 1904년에 공립협회(共立協會)를 창립했으며, 1905년 11월 기관지로 『공립신문(共立新聞)』을 창간하여 발행인이 되었다. 1907년 4월 서울에서 신민회(新民會)가 창립되자 이에 가입하여 미주지역에서 활동하였다. 1908년 3월에 일본측이 추천한 대한제국 정부의 미국인 외교고문 스티븐스가 일본의 한국 지배를 찬양한 발언이 신문에 보도되자, 최유섭(崔有涉) 등 동지 4명과 함께 공립협회의 대표로서 스티븐스를 찾아가 힐문하고 사과와 정정을 요구했으며, 스티븐스가 이를 오만무례한 태도로 거절하자 그를 「구타」하여 징계하였다. 1909년 2월에 신민회의 합법적 외곽 단체로서 종래의 공립협회를 확대개편하여 재미주 대한인국민회(Korean National Association)를 조직하고 총회장으로 활동하였으며, 기관지로 종래의 『공립신문』을 『신한민보(新韓民報)』로 바꾸었다.

### 연해주 활동
1909년 4월에 헤이그 밀사로서 미국을 순방하고 있던 이상설(李相卨) 일행과 함께 노령 블라디보스톡으로 가서 신민회 블라디보스톡지회의 책임자를 맡이 이강(李剛) 등과 함께 재로대한인국민회(在露大韓人國民會)를 조직하여 각 지회를 설치하면서 독립사상을 고취하였다. 동시에 블라디보스톡의 『대동공보(大東共報)』의 주필이 되어 언론운동을 전개하고, 『신한민보』의 블라디보스톡 통신원도 겸하였다. 1909년 10월 이등박문(伊藤博文) 처단 계획이 대동공보사에서 수립될 때, 이에 참석하여 안중근(安重根)의 이등박문 포살을 지원하였다. 1911년 12월 19일 이상설 김학만(金學萬) 이종호(李鍾浩) 최재형(崔在亨) 등과 함께 교민단체로서 권업회(勸業會)를 조직하여 활동하였다. 1919년 3 1운동 직전에 만주와 노령에 독립운동단체가 중심이 되어 대한독립선언서(大韓獨立宣言書, 戊午獨立宣言書)를 발표할 때에는 39명이 함께 서명하였다. 3.1운동 직후 노령에서 독립부인회(獨立婦人會)가 조직되도록 적극 지원하였다.

## 사후
- 대한민국 정부는 고인의 공헌을 기리기 위하여 1980년 건국포장을 추서하였다.
- 대한민국 정부는 고인의 훈격을 높여 1990년 건국훈장 애국장을 추서하였다.